# ماسح الأحذية

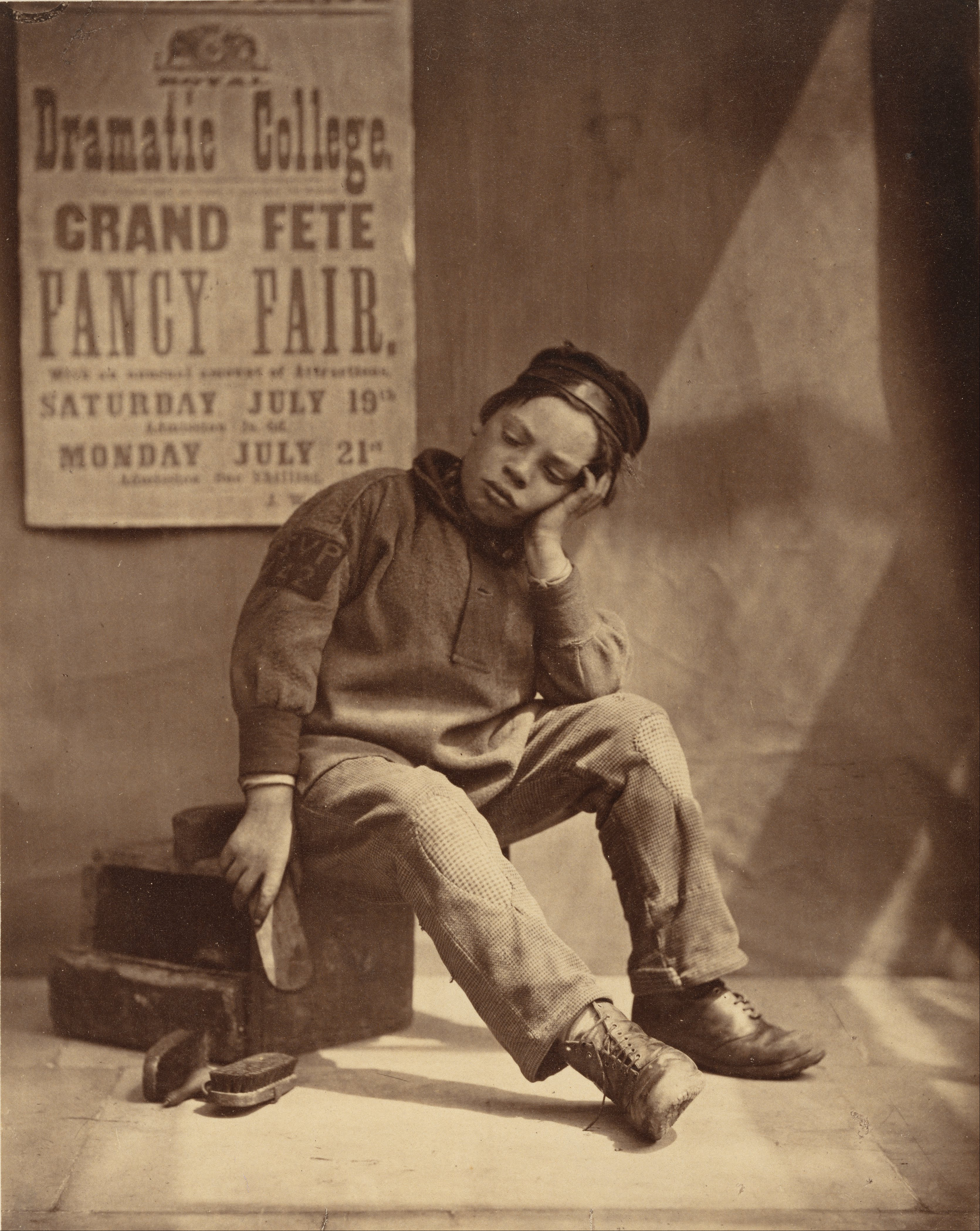
صورة لصبي ماسح أحذية يركن إلى إحدى الزوايا بالشارع العام، تعود لسنة 1865 ببريطانيا

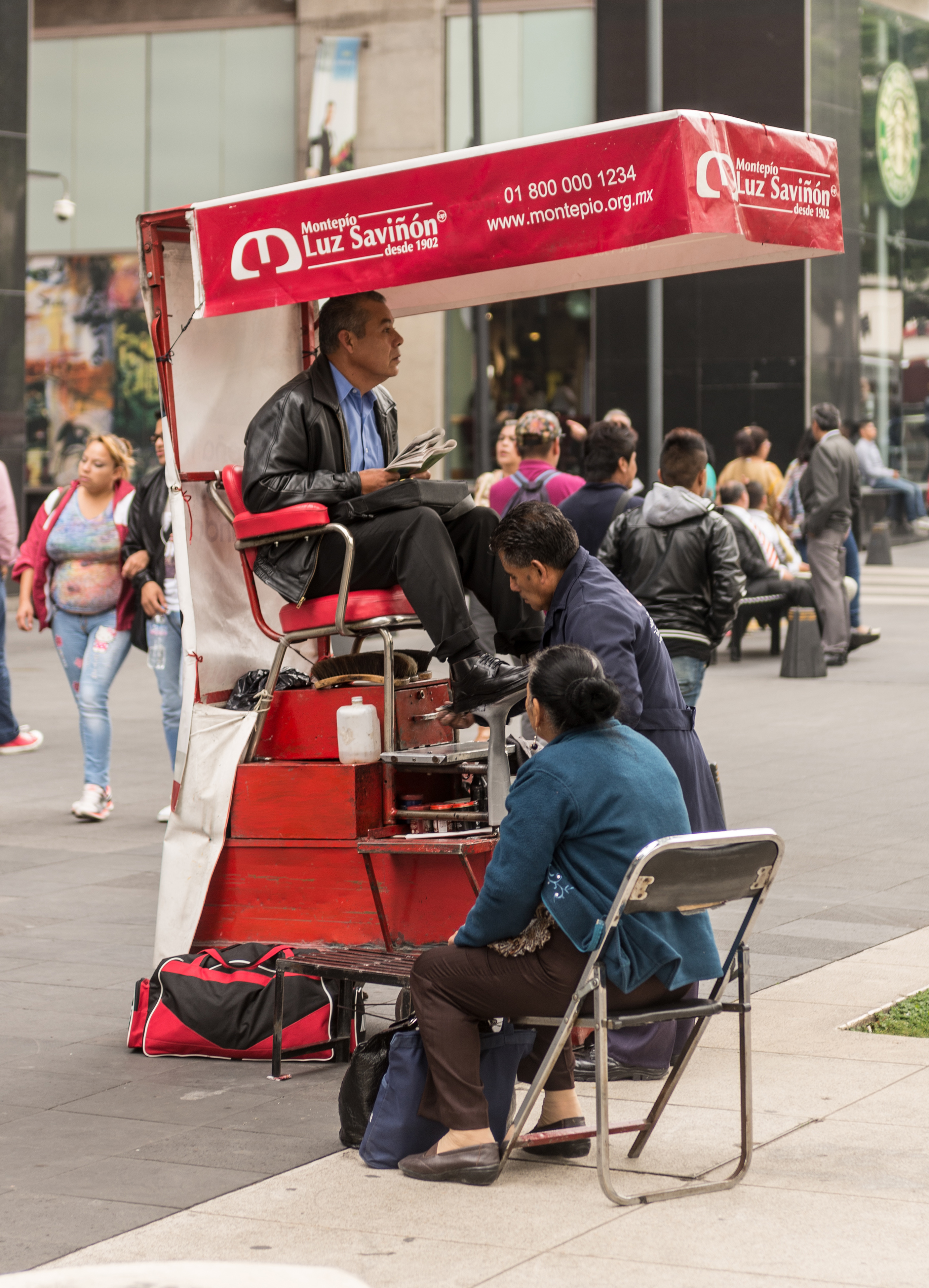
صورة حديثة لماسح أحدية من مكسيكو

ماسح الأحذية هو ذلك الشخص الذي يقوم بتلميع الأحذية باستعمال أدوات خاصة، وتعتبر مهنة قد تحط من كرامة الإنسان من حيث سمو القيم الإنسانية، وغالبا ما يزاولها فتيان أومهمشون في المجتمع، أو صعاليك، أو مجرد بسطاء من الشيوخ وفقراء وبائعو السجائر حيث اقترنت بإشكاية الفقر والبروليتاريا في العصر الحديث.

## لمحة

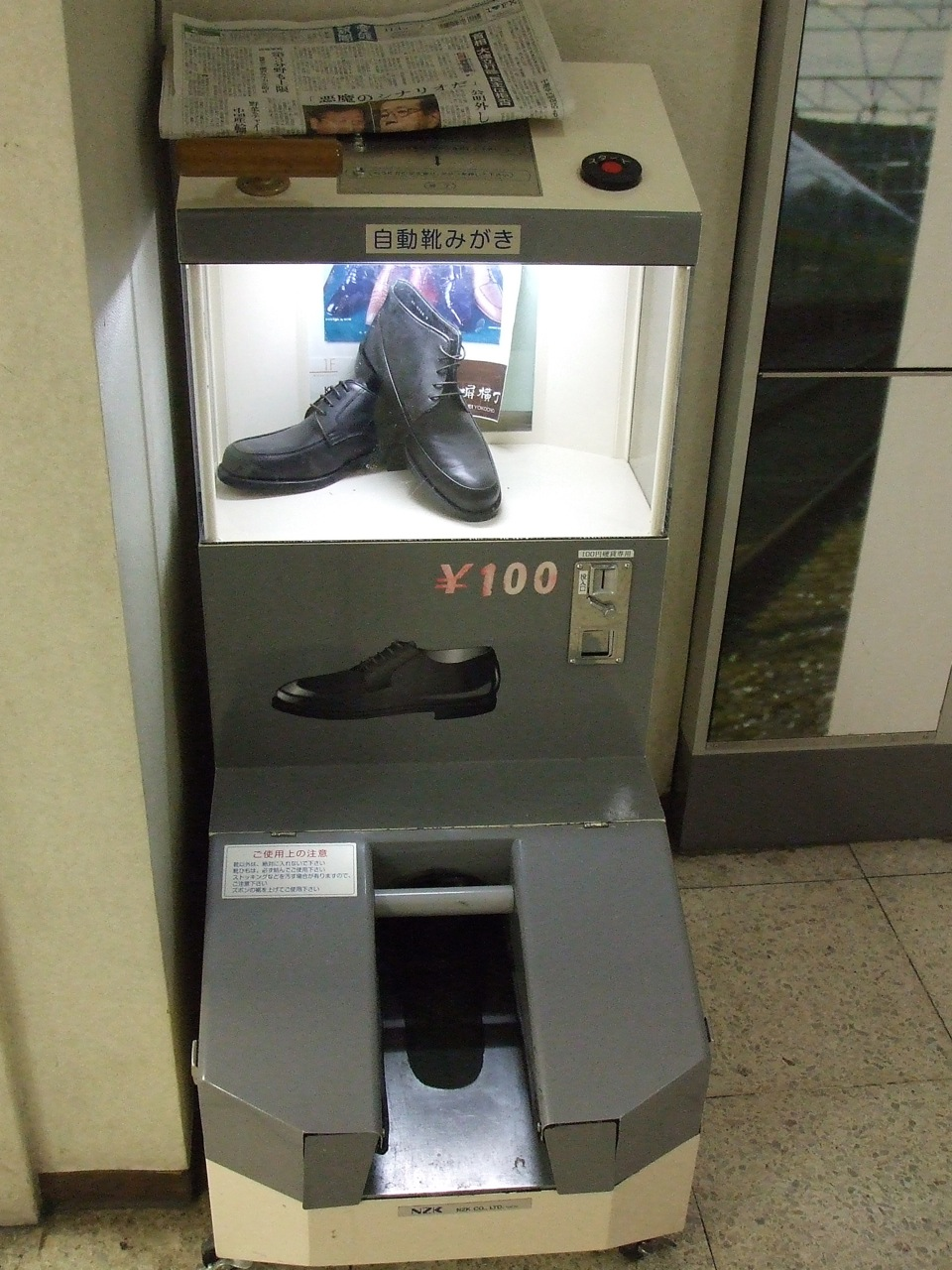
آلة لتلميع الأحذية، طوكيو - 2007

ظهرت مهنة ماسح أو ملمع الأحذية في أوروبا الغربية ، خصوصا مع صعود الثورة الصناعية وظهور البروليتاريا وبداية تشكل ملامح المدينة الصناعية الحديثة وما تعرفه من تناقضات من داخل نفس المجال.
حيث يعتبر تلميع الأحذية مصدرا هاما للدخل لكثير من الأطفال والأسر الكادحة في جميع أنحاء العالم.
إلا أنها اختفت بشكلها المحط بالكرامة الإنسانية، في بعض الدول المتقدمة الرائدة في مجال احترام حقوق الإنسان، وتعرف ازدهارا وتحسنا في المستوى المعيشي والاجتماعي في تطور مؤشرات التنمية، في كندا مثلا عرفت تقنينا وتطورا حيث أصبح ماسح الأحدية يركن إلى كشك أو زاوية ويذهب اليه المارة بنزع حذائهم، والكثير من ماسحي الاحذية تقدم خدمات إضافية، مثل إصلاح الأحذية والخياطة العامة والترقيع.

## المعدات
تعتبر الفرشاة والمنشفة ومادة التلميع أهم معدات ماسح الاحذية، بالأضافة إلى صندوق صغير.

## رؤية ثقافية
تعتبر مهنة ماسح الأحذية اضطرار وحاجة وتعبير عن فاقة الشخص، وعن قهر وظروف اجتماعية تلزم الطفل أو الفتى أو الشاب والشيخ عن مزاولة المهنة.
ولكن الفعل في حذ ذاته، وليس المهنة تطلق مجازا على الشخصيات السياسية والإعلامية الكومبارسية، التي تلعق أحذية المتسلطين، فيوصفون دائما بلاعقي أحذية النفوذ، فهم أنذل وأحقر، بل إن مهنة ماسحي أحذية المارة تبقى أشرف، لولا قهر الظروف الاجتماعية أو العائلية الخاصة لذلك لطفل أو لذلك العجوز.
في بعض الثقافات يرفض المارة مد الحذاء بالقدم إلى ماسح الأحذية. بل ينزعون حذائهم أو يقومون بمسح حذائهم بأنفسهم باستعمال معدات المسح والتلميع. وفي اليابان قام بعض رؤساء الشركات الخاصة إلى تلميع حذاء الموظفين الجدد لشركتهم، وذلك بمسح أحذيتهم معبرين عن ذلك بالتواصل بين هرم الشركة وقاعدتها. معتبرين بأن هذه العادة المتبعة تعطي انطباعا بأن الجميع شركاء في سير العمل وشركاء في النجاح والفشل.
وفي السينما تم إنتاج العديد من الأعمال التي تتحدث عن مواقف وقصص إنسانية ذات علاقة بمسح الاحذية، وقد اخرج المخرج والممثل الإيطالي «فيتوريو دي سيكا» أول أفلامه العالمية تحت عنوان «ماسحو الأحذية»، الذي عرف شهرة واسعة مع فلمه سارق الدراجة النارية، في اطار الحركة الواقعية العالمية الجديدة التي يعتبر أحد روادها.

## شخصيات عالمية من قاع المهنة
الكثير من الشخصيات العالمية، بدأت حياتها العملية من أسفل الهرم الاجتماعي كماسحي أحذية، بما في ذلك سياسيين وأدباء ومطربين ورياضيين ورؤساء وزعماء بعض الدول، خصوصا في الولايات المتحدة الأمريكية وأمريكا اللاتينية.
ومن أهم الشخصيات العالمية التي عرف عنها مزاولتها لمهنة ماسح الأحذية لدى المارة، نذكر الرئيس البرازيلي لويس إيناسيو لولا دا سيلفا، الذي انتخب رئيسًا في عام 2002م، ثم أعيد انتخابه سنة 2006م بعد أن فاز بـ 60% من الأصوات. تسلم الرئاسة للمرة الأولى في 1 من يناير 2003م وحتى 1 من يناير 2011م.اختير كشخصية العام في 2009م من قبل صحيفة لوموند الفرنسية، وصنف بعد ذلك في السنة التالية حسب مجلة «تايم» الأمريكية كالزعيم الأكثر تأثيرا في العالم، لقب بأشهر رجل في البرازيل من الجيل الحديث.
ونذكر شخصية الملاكم العالمي مايك تايسون، ومن الأدباء العرب محمد شكري صاحب رواية حياة الهامش عن واقع بعض دول شمال إفريقيا والمغرب العربي، تحت عنوان الخبز الحافي.

## قصص وأحداث عن بعض ماسحي الأحذية في العالم

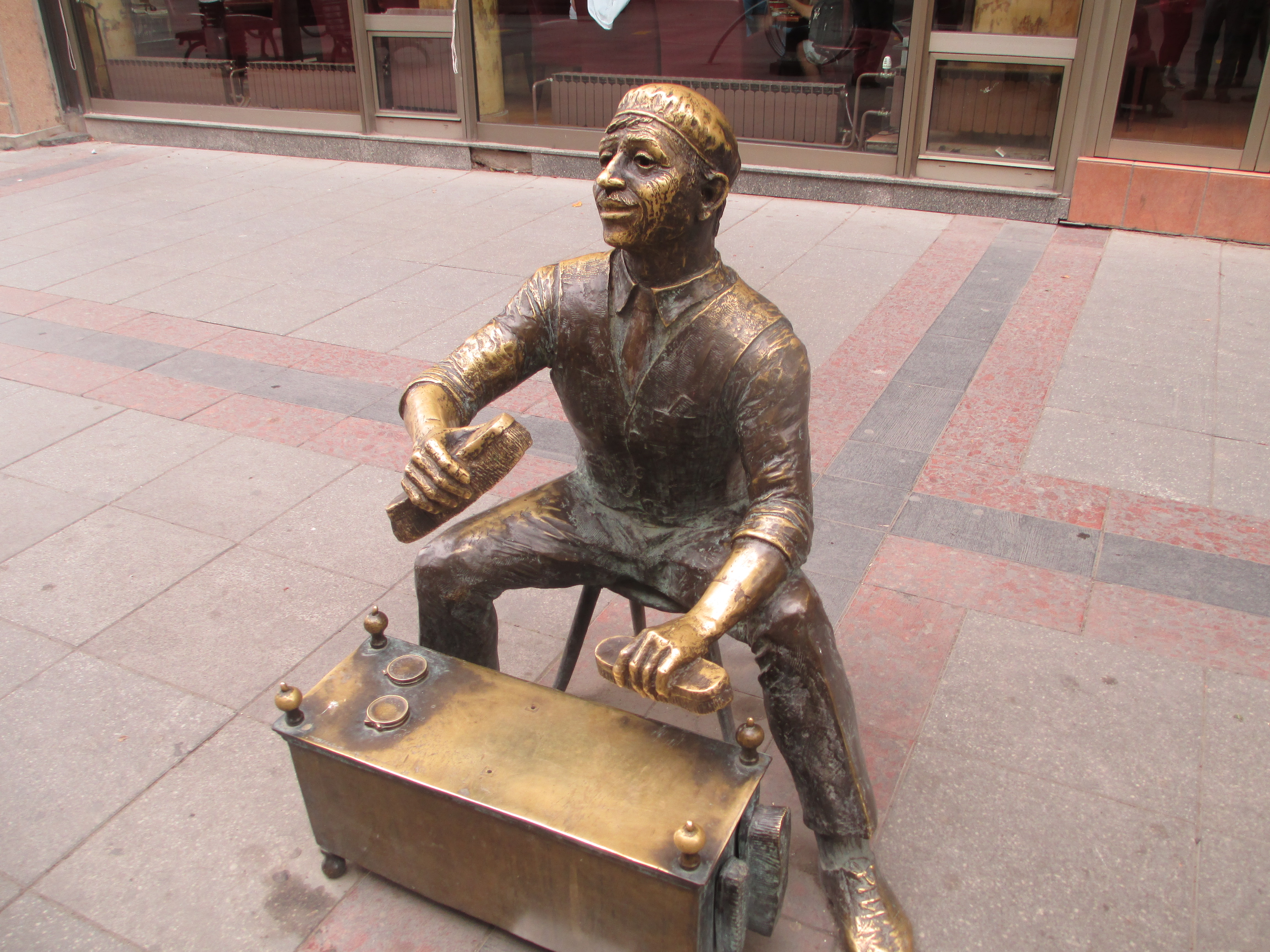
تمثال برونزي لماسح أحذية بمدينة سكوبيه بجمهورية مقدونيا

### ماسح الأحذية الذي أصبح أحد أهم رموز صمود مدينة سراييفو
وفي العاصمة البوسنية سراييفو تم انجاز فلم وثائقي عن أحد ماسحي الأحدية البوسنيين يدعى حسين كيكا ميسو الذي تحول إلى رمز صمود سراييفو في أحلك أوقات تاريخها، فقد تم وضع كرسي خشبي مع باقة ورود وشموع على رصيف الراحل. وكيكا ميسو من غجر الروما الأوروبيين في كوسوفو، انتقل للإقامة في سراييفو بعد الحرب العالمية الثانية في سن إلى 15 عاماً. حصل على وسام شرف المدينة من بلدية سراييفو في عام 2009، فضلاً عن شقة ومعاش تقاعدي. وقد أعلن هذا النبأ السار أمام زبائنه بعينين دامعتين. وكان قبل ذلك بسنوات قليلة قد فقد زوجته المقدونية «جميلة» التي تعرف عليها في شبابه وأنجب منها ابنته الوحيدة.
فعندما حوصرت سراييفو في أبريل 1992، لم تثبط عمليات القصف اليومية ومجازر المدنيين، عزيمة حسين كيكا ميسو عن مواصلة الحياة اليومية فوق الأنقاض وتحت القصف اليومي. ففي صباح كل يوم كان يرتدي بزته وقميصاً أبيض ليجلس أمام واجهة مطعم مهجور وسط الركام والأنقاض  مع أدوات ماسح الأحذية باعثا رسالة الأمل والصمود: تقول أحد الممرضات الشاهدات على الموقع والأحداث وهي تروي عن يومياته: «كان فألاً حسناً للمدينة ورمزا لسراييفو خلال الحرب. عندما كنا نراه هنا في شارع تيتو بعد جحيم القصف خلال الليل، كنا ندرك أننا صمدنا يوماً إضافياً».
وقال حسين كيكا ميسو في إحدى المقابلات: «كان القصف وإطلاق النار من كل حدب وصوب، لكن كنت أذهب إلى مكان عملي مترجلاً. كنت أقطع الكثير من الكيلومترات يومياً. كنت شجاعاً ومرحاً لذا بدأ الناس يحبونني».
أصدرت بلدية سراييفو بيان رثاء لوافته عن سن ال83 عاما: «لقد عاش أكثر من سبعة عقود في سراييفو حيث تلقى الحب من الذين ولدوا فيها ومن الذين كانوا يمرون بها».

### ماسح أحذية أمريكي يتبرع بمبلغ 200 الف دولار لمستشفى أطفال
تمكن رجل أمريكي يزاول مهنة ماسح أحذية يدعى ألبرت ليكسي من التبرع بما يزيد عن 200 ألف دولار لمستشفى أطفال في مدينة بيتسبيرغ الأمريكية.
وقد زاول ألبرت ليكسي المهنة خلال 32 عاماً، قرب المستشفى الذي تبرع له بقيمة المبلغ المذكور أعلاه، وكان ليكسي يجني 5 دولارت مقابل كل حذاء يلمعه. وقد كان يحتفظ طوال عمله لنفسه ب الدولارات الـ 5 عن كل حذاء مقابل جهده الخاض، بينما كان يتبرع فقط بما يعطيه إياه الزبائن من مال زائد عن ال5 دولارات، يتراوح ما بين دولار أو اثنين في كل مرة. وبذلك نجح ألبرت ليكسي بعملع المتواضع بتقديم العون للكثير من الأطفال في هذا المستشفى، واستخدمت أمواله في علاج الأطفال الذين تعجز أسرهم عن توفير الرعاية الصحية لهم.